# Mont Dolent
Le mont Dolent est un sommet du massif du Mont-Blanc culminant à 3 819 m selon la carte suisse et la carte italienne, et 3 823 m selon la carte française. Pour la France son sommet est le tripoint avec la Suisse et l'Italie. Pour la Suisse et l'Italie, le tripoint est le nœud orographique à 150 m au nord-ouest du sommet, ce dernier étant sur la frontière italo-suisse.

## Toponymie
Selon Ernest Nègre, le nom du mont Dolent vient du francoprovençal doulèn « attristé, triste ». Dès 1786, Horace-Bénédict de Saussure, en passant le Grand col Ferret, décrit le « glacier du Mont-Dolent » (aujourd'hui glacier de Pré de Bar. Le mont Dolent est désigné en 1796 comme « La pointe la plus élevée du Mont Pré de Bard qui est la troisième au nord-ouest en partant du Grand col Ferret point de réunion des confins du duché d'Aoste, du Valais et du ci-devant Faucigny » ; le nom mont Dolent est alors attribué à l'actuelle aiguille de Triolet, qui le garde au moins jusqu'en 1839. Le nom pointe supérieure de Pré de Bar est aujourd'hui donné à un sommet entre le Dolent et le Triolet. Au XIXe siècle, il a parfois été appelé mont Grapillon, le pas du Grapillon étant l'autre nom du Petit col Ferret, en raison de son raide versant sud-est (un grapillon désignant un chemin à pente raide en savoisien. Le nom mont Grapillon ou mont Grépillon est aujourd'hui donné à un sommet à 3 534 m sur l'arête montant du petit col Ferré au mont Dolent.

## Géographie

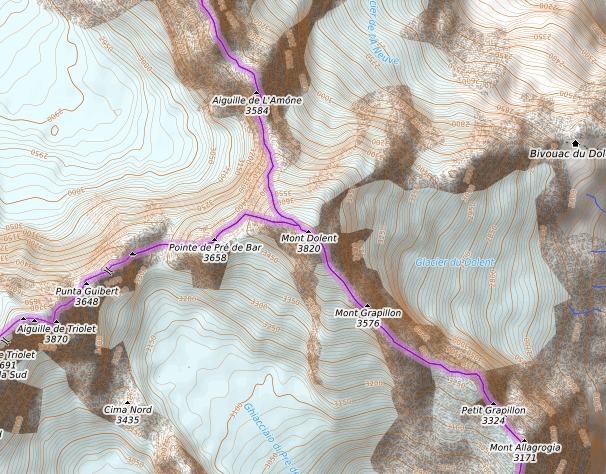
Carte topographique du mont Dolent.

« Très beau et grandiose sommet » pour Lucien Devies, le mont Dolent est une pyramide irrégulière présentant quatre arêtes :
- une arête SE, frontière italo-suisse, qui descend jusqu'au Petit col Ferret par le mont Grépillon ;
- une arête WSW, frontière franco-italienne, qui se prolonge vers l'aiguille de Triolet par la pointe supérieure de pré de Bar et la pointe du Domino ;
- une arête NNW, frontière franco-suisse, vers l'aiguille de l'Amône ;
- une arête E, dite arête Gallet, entièrement en Suisse qui descend vers La Fouly.

Ces arêtes délimitent quatre versants :
- un versant S italien qui descend vers le glacier de Pré de Bar ;
- un versant NW français qui descend vers le glacier d'Argentière ;
- un versant N suisse, avec un glacier suspendu, qui descend vers le glacier de l'A Neuve « le plus beau versant du mont Dolent »[8] ;
- un versant E suisse, qui descend vers le glacier du Dolent.

Les arêtes WSW et NNW se rejoignent à 3 749 mètres d'altitude, au niveau d'un gendarme en contrebas et à 150 m au nord-ouest du point culminant. Ce point constitue un nœud orographique important qui sépare les bassins de l'Arve en France, de la Doire Baltée en Italie et de la Drance en Suisse.

## Histoire

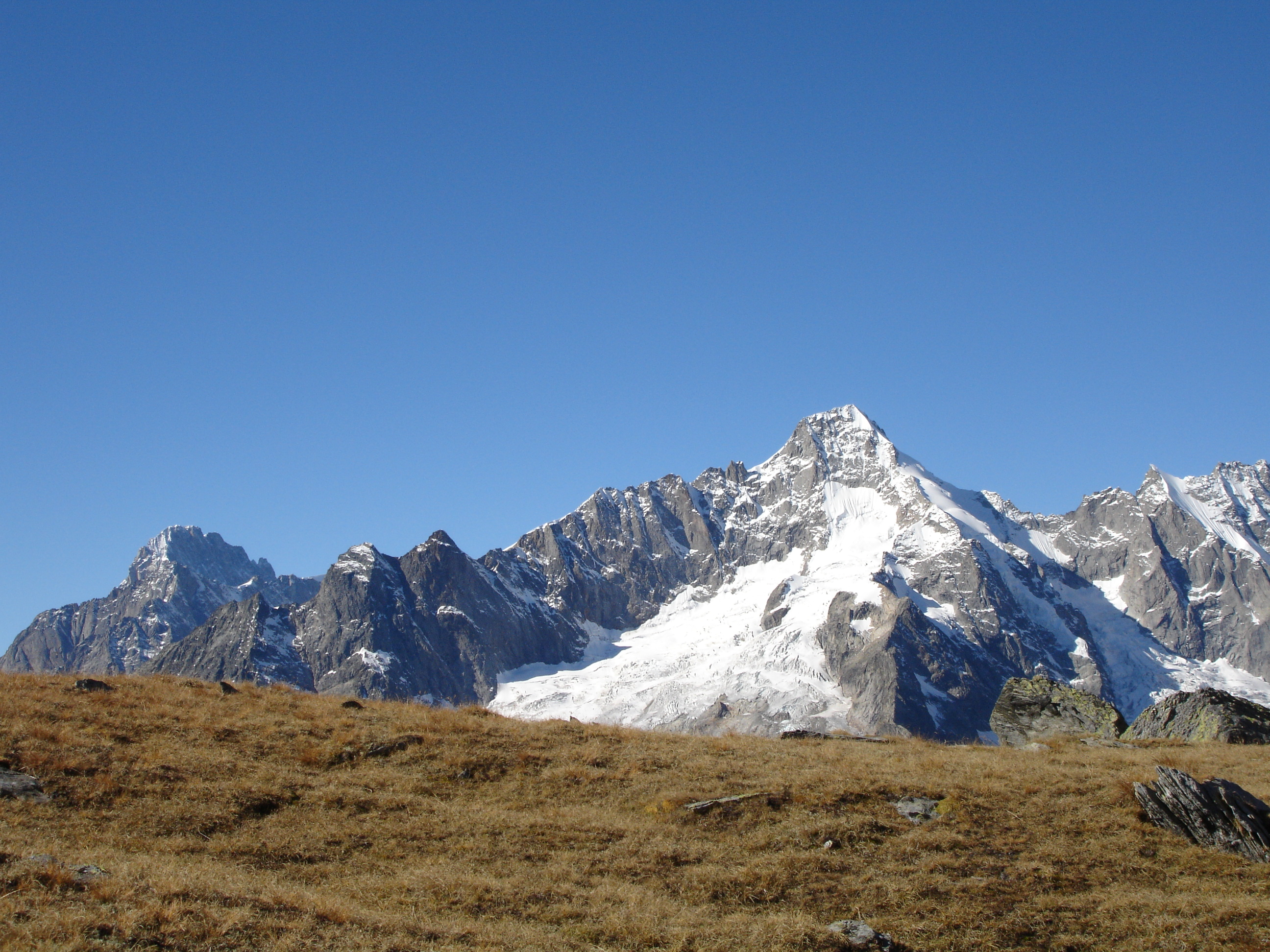
Vue de la face est du Dolent, depuis la Tête de la Vare.

Les frontières entre la France, l'Italie et la Suisse sont définies par des traités et conventions bipartites.
Le point triple France-Italie-Suisse apparaît avec le traité de Turin de 1860, et un procès-verbal d'abornement précise en 1862 : « Avant de commencer le placement des bornes, les commissaires, se reportant à l'article 1er de la convention signée à Turin le 7 mars 1861, où il est dit que la nouvelle frontière suivrait l'ancienne limite entre le duché de Savoie et le Piémont, ont reconnu que cette limite avait son origine au sommet du mont Grapillon [ancien nom du mont Dolent]. Ce sommet, inaccessible d'ailleurs, a dès lors été considéré par eux comme le point de départ de la frontière qu'ils avaient à tracer. »
Ce sommet décrit comme inaccessible est gravi pour la première fois deux ans plus tard, le 9 juillet 1864 par les Britanniques Edward Whymper et Anthony Adams Reilly avec les guides chamoniards Michel Croz, Henri Charlet et Michel-Clément Payot.
Le 10 juin 1891, la convention entre la France et la Suisse relative à la délimitation de la frontière entre le mont Dolent et le lac Léman précise que « le point commun aux frontières franco-suisse, italo-suisse et franco-italienne est le sommet (altitude 3 830 m environ) du mont Dolent, situé au croisement des chaînes de montagnes qui divisent les trois bassins de l’Arve en France, de la Drance en Suisse et de la Dora Baltea en Italie, ayant à ses pieds les trois glaciers du mont Dolent, d’Argentière et de Pré-du-Bar, nettement séparé des sommets voisins par de profondes dépressions et présentant l’apparence presque géométrique d’une pyramide facile à distinguer de toute la région environnante ».

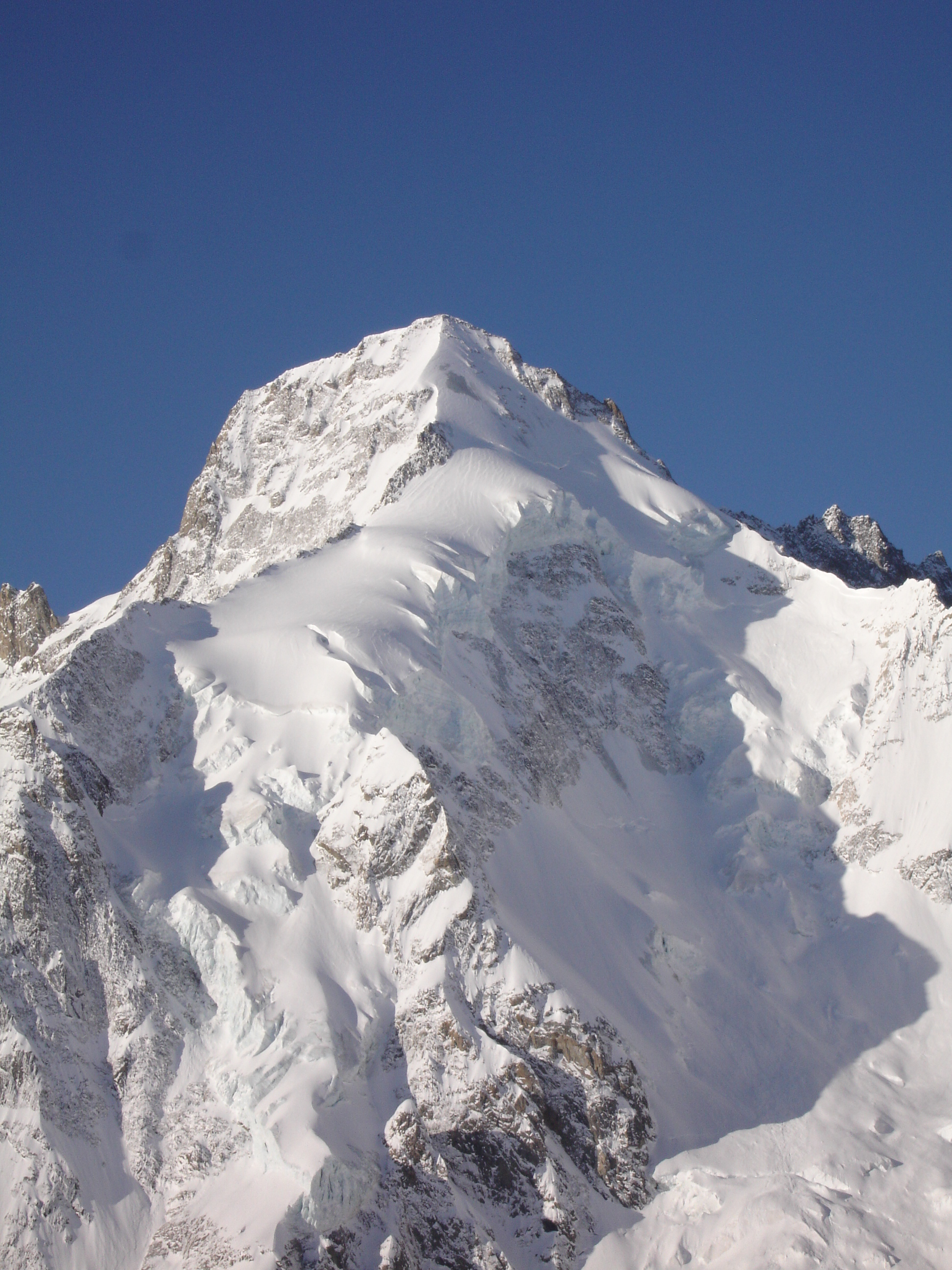
Vue des faces nord et est du Dolent, depuis la Grande Lui. Le nœud orographique est le gendarme rocheux en contrebas et à droite du sommet neigeux.

Dès la fin des années 1920, les alpinistes et géographes notent que le nœud orographique de rencontre des arêtes ouest, nord et sud-est, lignes de partage des eaux qui définissent les trois frontières, est distinct du sommet. Ce point se trouve environ 150 m au nord-ouest et 70 m en dessous du sommet du mont Dolent, qui se situerait hors de France, uniquement à la frontière italo-suisse, ; par ailleurs le sommet est peu marqué et constitué par une arête horizontale.
À partir de 1927, l'Italie et la Suisse se lancent dans un processus de révision générale de leur frontière commune. La France est conviée à une réunion tripartite du 2 au 4 septembre 1933 à Courmayeur pour définir le tripoint. Lors de cette réunion une cordée franco-italienne de deux participants fait l'ascension du mont Dolent, en profitant pour établir un cairn de 1,70 m au nœud orographique. Les divergences entre les traités et la réalité du terrain sont mises en évidence, mais « si la délégation française rejoint, au moins partiellement, l’Italie et la Suisse dans leur analyse des faits », elle refuse l'accord tripartite proposé par la Suisse et l'Italie, le marquis de Regnauld de Lannoy de Bissy, chef de la délégation, expliquant que cela : « entraînerait ipso facto la modification des textes de quatre actes diplomatiques bilatéraux, signés, deux par le Gouvernement français et par le Gouvernement suisse, deux par le Gouvernement français et par le Gouvernement italien. » Il est alors décidé « a. de considérer comme point provisoire, afin de pouvoir terminer les travaux géodésiques en cours sur la frontière italo-suisse, celui marqué par un signal trigonométrique au sommet du Mont Dolent, signal placé par le Service Topographique Fédéral Suisse ; b. de soumettre la question aux trois Gouvernements respectifs afin que ceux-ci puissent décider de la position au point frontière triplex entre les trois États ».
En 1941, en pleine Seconde Guerre mondiale, la Suisse et l'Italie signent la « Convention sur la détermination de la frontière italo-suisse entre le Run Do ou Cima Garibaldi et le Mont Dolent ». Dans le Livret de description de la frontière, il est précisé « La frontière […] suit ensuite la ligne de partage des eaux de la crête qui sépare la vallée du Grand-Saint-Bernard et du Val Ferret (Courmayeur), côté italien, du Val d’Entremont et du Val Ferret (Orsières), affluent de la Dranse, côté suisse, jusqu’à l’intersection des trois chaînes qui séparent les bassins de la Doire Baltée en Italie, de la Dranse en Suisse, et de l’Arve en France, où se termine la frontière italo-suisse et où commence les frontières italo-française et franco-suisse, intersection qui se trouve précisément à 144 m au nord-ouest de la cime du Mont Dolent ».
Depuis 1933, aucune négociation tripartite n'a été engagée sur ce sujet. Les cartes au 1/25 000 des trois instituts géographiques nationaux font se rejoindre le tracé des frontières sur le nœud orographique, coté à une altitude de 3 749 m sur la carte de l'Istituto Geografico Militare.
En 2012, la commission mixte d'abornement franco-italienne « a examiné la proposition formulée en 2011 par la partie italienne concernant l'utilité de déterminer et de matérialiser le point de trijonction franco-italo-suisse. Étant donné que cette borne de trijonction implique aussi la Suisse, la commission mixte charge les experts techniques de prendre contact avec la partie suisse afin de mettre au point une étude de faisabilité convenue et souscrite par les trois parties intéressées. Après l'examen de l'étude de faisabilité la commission mixte évaluera éventuellement s'il faut agir et comment. » En 2013, elle précise que « Sur ce point, jusqu'à ce que de nouvelles décisions soient prises par les trois pays voisins, les coordonnées ETRS89 du point triple seront celles déterminées par la restitution photogrammétique suisse, et transformées dans les projections Gauss-Boaga et française Lambert-93. »

## Une montagne symbolique

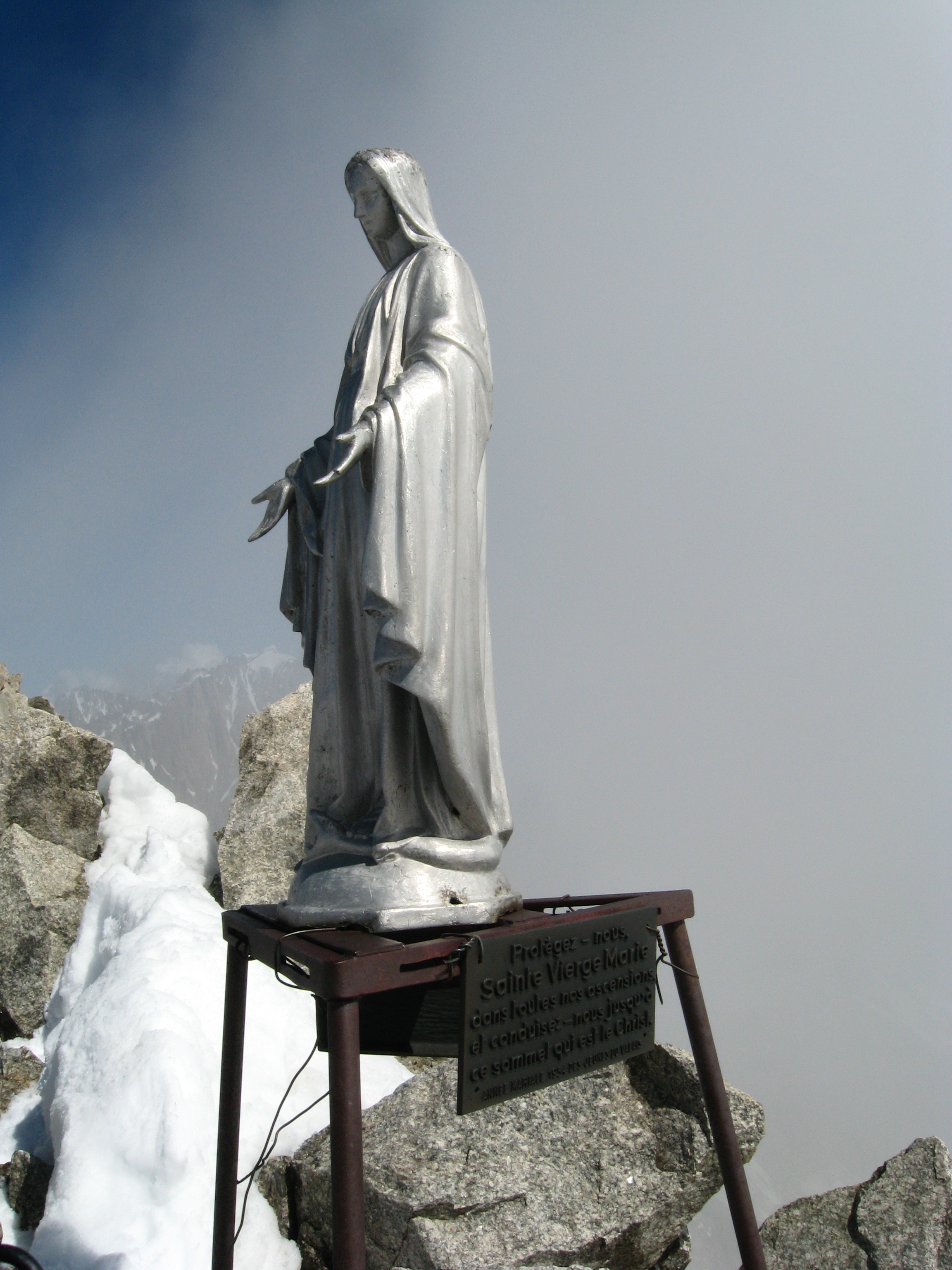
La Vierge du Dolent.

Le 19 septembre 1954, dans le cadre de l'année mariale proclamée par le pape Pie XII, une statue de la Vierge Marie est installée à son sommet par une cinquantaine d'alpinistes se relayant ; la cérémonie religieuse est célébrée par l'abbé Fichard. C'est la dernière des sept Vierges du massif du Mont-Blanc. Sur une plaque métallique, fixée au socle, est inscrit : « Protégez-nous, Sainte Vierge Marie dans toutes nos ascensions et conduisez-nous jusqu'à ce sommet qui est le Christ. Année mariale 1954 des jeunes du Valais. »
À l'initiative de Mountain Wilderness, et pour promouvoir la protection du massif, est organisée le 1er août 1993 (jour de la fête nationale suisse) l'ascension du sommet par une trentaine de cordées internationales (avec notamment Patrick Gabarrou, Carlos Alberto Pinelli, Tobias Heymann et Josep Antoni Pujante) et par les trois versants, pour y laisser une pancarte disant : « lieu symbolique dédié à l'espoir de préserver ce massif, patrimoine naturel de l'Europe, pour que naisse et vive un grand espace protégé autour du Mont-Blanc ».

## Activités

### Alpinisme
En 1864, à la fin de l'« âge d'or de l'alpinisme », très peu de sommets du massif du Mont-Blanc en dehors du mont Blanc lui-même ont été gravis. Début juillet, le Britannique Edward Whymper retrouve son compatriote Anthony Adams Reilly pour tenter une série d'ascensions avec leurs guides chamoniards respectifs Michel Croz et Michel-Clément Payot et le porteur Henri Charlet. Reilley faisait alors les relevés pour établir la première carte précise complète du massif. Après avoir fait le 8, la première traversée du col de Triolet, et dormi aux chalets de Pré-de-Bar, ils réussissent le 9 sans difficulté la première ascension du mont Dolent :

« La journée du 9 fut occupée par l’ascension du Mont-Dolent. C’était une miniature d’ascension. On y trouvait un peu de tout. Nous commençâmes par monter au col Ferret. À des pentes schisteuses succédèrent des pâturages ; puis une moraine chose étrange, nous offrit un chemin très-agréable ; et il nous fallut ensuite décrire de petits zigzags sur le glacier couvert de neige du Mont-Dolent. Au-delà d’une petite bergschrund se présenta une petite muraille de neige, que nous escaladâmes sur le côté d’un petit contre-fort ; enfin, quand nous atteignîmes le chaînon qui descend du sommet vers le sud-est, nous trouvâmes une petite arête de neige qui nous conduisit au point le plus élevé. Le sommet lui-même était petit, tout petit ; c’était bien le plus gentil petit cône de neige qui se fût jamais formé au haut d’une montagne ; et cette neige était si blanche, si immaculée qu’il semblait criminel de la ternir ; c’était une Jungfrau en miniature, un sommet joujou, qu’on pouvait couvrir avec la paume de la main. Mais en revanche, rien n’était petit dans la vue que l’on découvrait du Mont-Dolent. »

— Edward Whymper, Escalades dans les Alpes, Traduction par Adolphe Joanne - Librairie Hachette et Cie, 1873, p. 260
Suit une description du panorama d'après les notes prises par Reilly :

« Situé à la jonction de trois arêtes, il se dresse, comme un véritable belvédère, au-dessus de tout ce qui l'entoure à une certaine distance ; et certaines brèches semblent ouvertes tout exprès dans les chaînes voisines, pour étendre dans presque toutes les directions les limites de l'horizon. Je ne puis comparer les précipices qui descendent vers le glacier d'Argentière qu'à ceux de la Jungfrau. Les arêtes situées des deux côtés de ce glacier et, en particulier, les rochers abrupts des Droites et des Courtes, dominés par le pic pointu et couvert de neige de l’Aiguille Verte, offrent presque le même aspect que les Grandes Jorasses. La tour massive de l'Aiguille de Triolet et les Jorasses, plus éloignées, encadrent le paysage alpestre le plus splendide et le plus gracieux tout à la fois que j’aie jamais contemplé ; c'est le massif tout entier du Mont-Blanc, dressant sa haute cime glacée bien au-dessus des nombreux contre-forts qui soutiennent les Monts-Maudits, supporté, à gauche, par le Mont-Peuteret et par les Aiguilles dentelées qui dominent la Brenva. Cet aspect du Mont-Blanc n'a rien de nouveau ; mais, de ce point, sa pose incomparable lui donne toute la supériorité d’un tableau composé par un maître. Cette vue, aussi étendue que celle dont on jouit au sommet du Mont-Blanc, est bien plus belle »

— Edward Whymper, Escalades dans les Alpes, traduction par Adolphe Joanne, Librairie Hachette et Cie, 1873, p. 261
Ils enchaînent par les premières de l'aiguille de Tré-la-Tête le 12 et de l’aiguille d’Argentière le 15.
Les quatre arêtes sont gravies au tournant du siècle : l'arête SE par Alberto Pelloux et Louis Mussillon en 1892, l'arête E par Julien Gallet avec Abraham Muller et Jules Balleys en 1901, l'arête WSW par Émile Fontaine avec Joseph Ravanel et Léon Tournier en 1904, et l'arête NNW par Graziadio Bolaffio et Julius Kugy avec le guide Joseph Croux, d'abord par le versant E de la brèche de l'Amône en 1904, puis par son versant W (versant Argentière) en 1906. C'est ensuite le tour des faces : le versant SW par Aldo Bonacossa avec Julien Rey en 1917, la face NW (versant d'Argentière) par Marcel Couturier avec Armand Charlet et Alfred Simond en 1934, le versant E par Loulou Boulaz et Pierre Bonnant en 1942. Après plusieurs tentatives ayant rejoint les arêtes, la face N glaciaire est gravie de façon directe en 1950 par Louis Dubost et Louis Gevril.
Outre la voie normale, les itinéraires devenus classique sont l'arête Gallet et l'arête NNW, no 45 des 100 plus belles courses du massif du Mont-Blanc de Gaston Rébuffat.
Avec le développement de l'escalade glaciaire, la face NW, rebaptisée goulotte Charlet-Couturier, est elle aussi faite régulièrement.
- 9 juillet 1864 - Première ascension par Anthony Adams Reilly et Edward Whymper, avec Michel Croz, Michel-Clément Payot et Henri Charlet, par le versant sud et l'arête sud est - voie normale depuis le refuge-bivouac Fiorio (PD)[8].
- 1er juillet 1892 - Arête SE intégrale depuis le mont Grépillon par A. Pelloux avec Louis Mussillon[8].
- 21 août 1901 - Arête E, dite arête Gallet par Julien Gallet avec Abraham Muller et Jules Balleys (AD)[8].
- 23 juin 1904 - Arête WSW par Émile Fontaine avec Joseph Ravanel et Léon Tournier[8].
- 25 juillet 1904 - Arête NNW par le versant E de la brèche de l'Amône : Graziadio Bolaffio et Julius Kugy avec Joseph Croux et Cyprien Savoye (D)[8].
- 29 juillet 1906 - Arête NNW par le versant W de la brèche de l'Amône : Graziadio Bolaffio et Julius Kugy avec Joseph Croux et David Proment (D)[8].
- 6 juin 1917 - Versant SW par A. Bonacossa avec Julien Rey (AD)[8].
- 10 juin 1934 - Face NW par Marcel Couturier avec Armand Charlet et Alfred Simond - goulotte Couturier-Charlet (TD-)[8].
- 12 juillet 1942 - Versant E par Loulou Boulaz et Pierre Bonnant (D)[8].
- 16 juillet 1950 - Versant N direct par Louis Dubost et Louis Gevril (TD-)[8].
- 12 avril 1980 - Goulotte Delettre-Perroux (versant Argentière) par J. Delettre et Godefroy Perroux.
- 7 avril 1995 - Impromptue (versant Argentière) par Philippe Batoux et Patrick Gabarrou (TD+)[30].

### Ski de pentes raides
- 25 juin 1990 - Première descente à ski de la face nord directe (versant suisse) par Pierre Tardivel, avec un rappel pour franchir la barre de sérac[31]
- 7 mai 1992 - Première descente à ski de la face sud-ouest (versant italien) par Pierre Tardivel[32].
- 1997 - Première descente à ski de la face nord-ouest (versant français) par Pierre Tardivel[32].